# Belén (Aroma)
Belén (conocido también como Colpapucho Belén o Kollpa Kuchu) es una localidad boliviana perteneciente al Municipio de Sica Sica de la Provincia de Aroma en el Departamento de La Paz. En cuanto a distancia, Belén se encuentra a 137 km de La Paz y a 92 km de Oruro. La localidad forma parte de la Ruta Nacional 1 de Bolivia (Doble Vía). 
Según el último censo de 2012 realizado por el Instituto Nacional de Estadística de Bolivia (INE), la localidad cuenta con una población de 620 habitantes y está situada a 3.777 m s. n. m.

## Demografía
La población de la localidad aumento en un 76 % en las últimas dos décadas
| Año  | Habitantes | Fuente |
| ---- | ---------- | ------ |
| 1992 | 351        | Censo  |
| 2001 | 520        | Censo  |
| 2012 | 620        | Censo  |